# Neal Huff
Neal Huff est un acteur américain de théâtre et de cinéma originaire de New York.  

## Vie et carrière
Il obtient sa maîtrise en beaux-arts de la Tisch School of the Arts de l'université de New York. Il est apparu à Broadway dans les reprises de La Tempête (1995) et The Lion in Winter (en) (1999) et de Take Me Out (2003), qui a gagné un Tony Award. Off-Broadway, il est apparu dans The Foreigner (play) (en) (2004) et The Little Dog Laughed (play) (en) (2006). 
À la télévision, Huff a tenu des rôles récurrents dans New York, police judiciaire, Sur écoute, Six Degrees, Fringe, Blacklist, Person of Interest, The Affair, Girls et Brooklyn Nine-Nine. 
En avril 2018, il a joué le rôle de Willie Oban dans la reprise de Broadway de Le marchand de glace est passé. Huff ensuite commence à jouer dans To Kill a Mockingbird (2018 play) (en), adapté pour la scène par Aaron Sorkin à Broadway au Shubert Theatre.

## Filmographie

### Film
| An   | Titre                    | Rôle                             | Remarques   |
| ---- | ------------------------ | -------------------------------- | ----------- |
| 1993 | Garçon d'honneur         | Steve                            |             |
| 1996 | Hitting the Ground       | Howard                           |             |
| 1999 | Big Daddy                | Client                           |             |
| 2007 | Raisons d'État           | Agent des opérations de télétype |             |
| 2007 | Michael Clayton          | Premier associé                  |             |
| 2010 | La Dernière Piste        | William White                    |             |
| 2012 | Moonrise Kingdom         | Jed                              |             |
| 2012 | Jack and Diane           | Jerry                            |             |
| 2013 | Doomsdays                | Ron                              |             |
| 2014 | Runoff                   | Franc                            |             |
| 2014 | The Grand Budapest Hotel | Lieutenant                       |             |
| 2015 | Nasty Baby               | Propriétaire de la galerie       |             |
| 2015 | Spotlight                | Phil Saviano                     |             |
| 2016 | No Letting Go            | James                            |             |
| 2016 | Split                    | M. Benoit                        |             |
| 2017 | Les Bums de plage        | Joe                              |             |
| 2017 | Pentagon Papers          | Tom Winship                      | Non crédité |
| 2018 | Monsters and Men         | Scout                            |             |
| 2018 | Opération Beyrouth       | Ernie                            |             |
| 2018 | All Square               | Facture                          |             |
| 2019 | Waves                    | Facture                          |             |

### Télévision
| An        | Titre                       | Rôle                              | Remarques                                    |
| --------- | --------------------------- | --------------------------------- | -------------------------------------------- |
| 1993–2008 | New York, police judiciaire | Divers                            | 4 épisodes                                   |
| 2005      | Starved                     | Excité                            | 3 épisodes                                   |
| 2006–07   | Six Degrees                 | Harry Kimble                      | 3 épisodes                                   |
| 2006-08   | Sur écoute                  | Chef de cabinet Michael Steintorf | 11 épisodes                                  |
| 2007-13   | American Experience         | Divers                            | 5 épisodes                                   |
| 2008      | John Adams                  | Capitaine John Tucker             | Épisode Ne marchez pas sur moi               |
| 2009-2012 | Fringe                      | Marshall Bowman                   | 2 épisodes                                   |
| 2010      | Damages                     | Acteur                            | Épisode: "All That Crap About Your Family"   |
| 2013      | Blue Bloods                 | Feuille Memphis                   | Épisode: "Fathers and Sons"                  |
| 2014      | Power                       | Todd                              | Épisode: "Loyalty"                           |
| 2015      | Forever                     | Rich Dornis                       | Épisode: "Punk Is Dead"                      |
| 2015      | Show Me a Hero              | Brian Heffernan                   | 3 épisodes                                   |
| 2016      | Billions                    | Bert Kroll                        | Épisode: "Naming Rights"                     |
| 2016      | Blacklist                   | George Linley                     | Épisode: "Lady Ambrosia (n ° 77)"            |
| 2016      | RIP                         | M. Fage                           | Épisode: "Digging Up the Past"               |
| 2016      | Person of Interest          | Terry Easton                      | Épisode: "Sotto Voce"                        |
| 2016-17   | The Affaire                 | M. Guttman                        | 2 épisodes                                   |
| 2016-2018 | Falling Water               | Nicholas Hull                     | 8 épisodes                                   |
| 2017      | Girls                       | Bar Guy                           | Épisode What Will We Do This Time About Adam |
| 2017      | Genius                      | Robert Oppenheimer                | Épisode Einstein: Chapitre dix               |
| 2017      | The Mist                    | Docteur Bailey                    | 2 épisodes                                   |
| 2018      | Brooklyn Nine-Nine          | Employé NutriBoom                 | Épisode: "NutriBoom"; non crédité            |
| 2018      | God Friended Me             | Jack Kenny                        | Épisode Unfriended                           |
| 2020      | Mare of Easttown            | Père Dan Hastings                 |                                              |

### Théâtre
| An   | Titre                          | Rôle                        | Remarques                                              |
| ---- | ------------------------------ | --------------------------- | ------------------------------------------------------ |
| 1992 | Young Playwrights Festival     | Jim (Mme Neuberger)         | Off-Broadway                                           |
| 1992 | Joined at the Head             | College Boy / Bill / Autres | Off-Broadway                                           |
| 1994 | The Day the Bronx Died         | Gamelle                     | Off-Broadway                                           |
| 1995 | La Tempête                     | Adrian                      | Off-Broadway                                           |
| 1995 | La Tempête                     | Adrian, Antonio, Ferdinand  | Broadway                                               |
| 1998 | From Above                     | Jimmy                       | Off-Broadway                                           |
| 1999 | The Lion in Winter             | Geoffrey                    | Broadway                                               |
| 2001 | Rude Entertainment             | Shane / Timmy / Matthew     | Off-Broadway                                           |
| 2002 | Occupant                       | L'homme                     | Off-Broadway                                           |
| 2002 | Take Me Out                    | Kippy Sunderstrom           | Off-Broadway                                           |
| 2003 | Take Me Out                    | Kippy Sunderstrom           | Broadway                                               |
| 2004 | The Foreigner                  | Révérend David Marshall Lee | Off-Broadway                                           |
| 2006 | The Little Dog Laughed         | Mitchell                    | Off-Broadway                                           |
| 2007 | Trumpery                       | Huxley                      | Off-Broadway                                           |
| 2011 | When I Come To Die             | Adrian Crouse               | Production LCT3 du Lincoln Center Theatre Off-Broadway |
| 2014 | Indian Ink                     | Eldon Pike                  | Off-Broadway Roundabout Theatre Company                |
| 2018 | Le marchand de glace est passé | Willie Oban                 | Broadway Revival Production                            |
| 2018 | To Kill a Mockingbird          | Lien Deas                   | Broadway; Théâtre Shubert                              |
| 2019 | To Kill a Mockingbird          | Bob Ewell                   | Broadway; Théâtre Shubert                              |